# Unser Lieben Frauen (Dahlen)

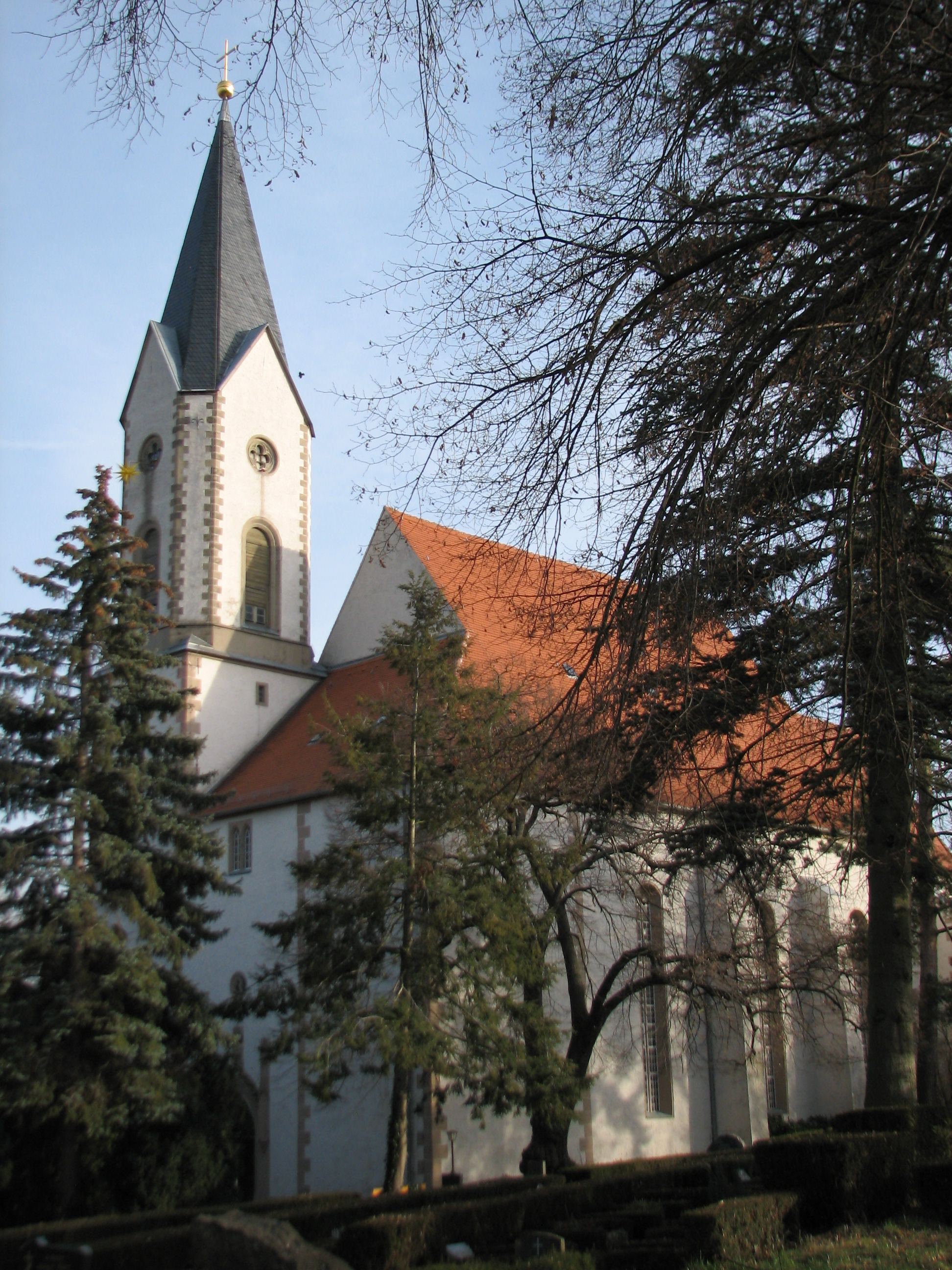
Kirche Unser Lieben Frauen zu Dahlen

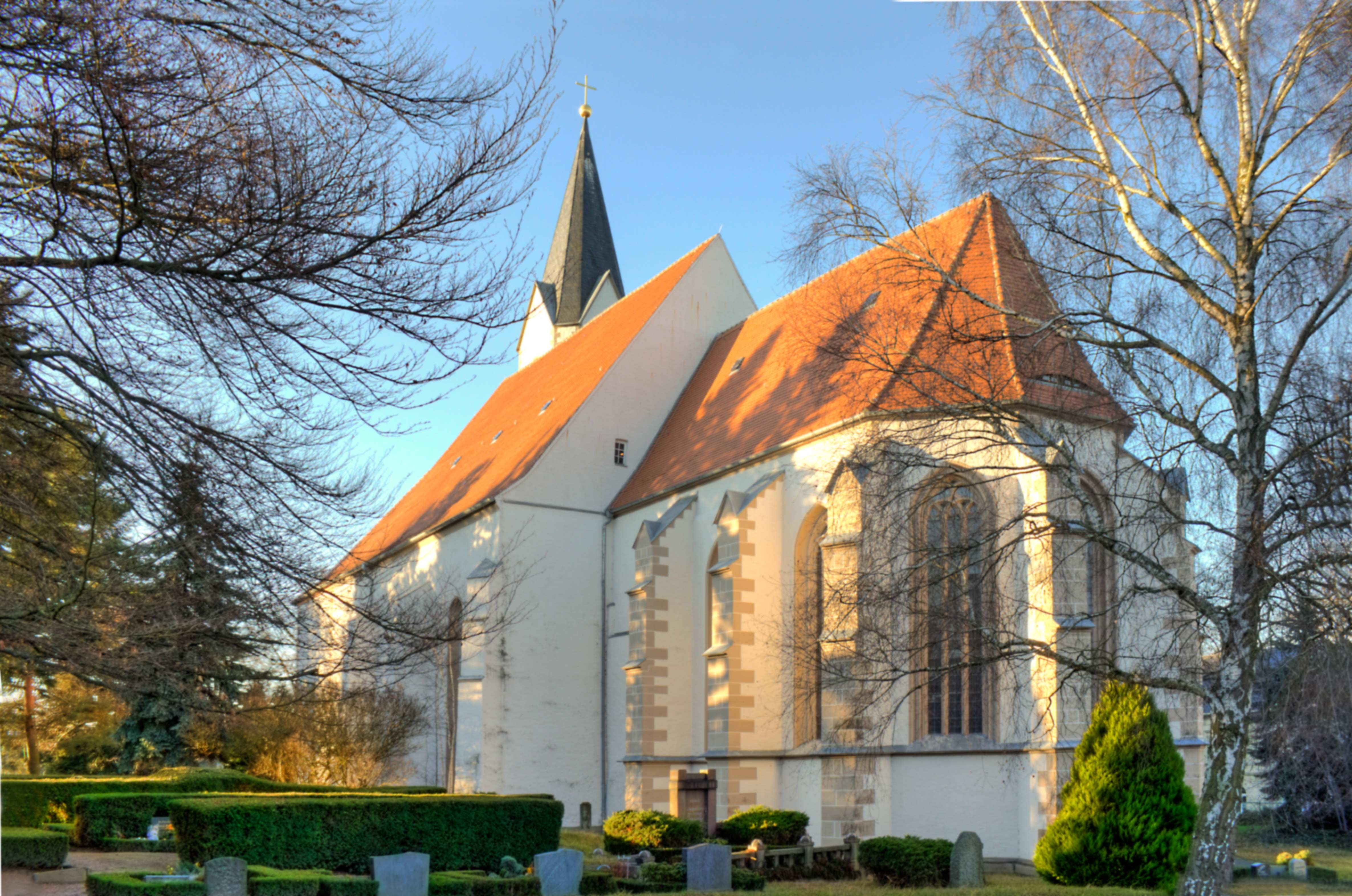
Rückansicht

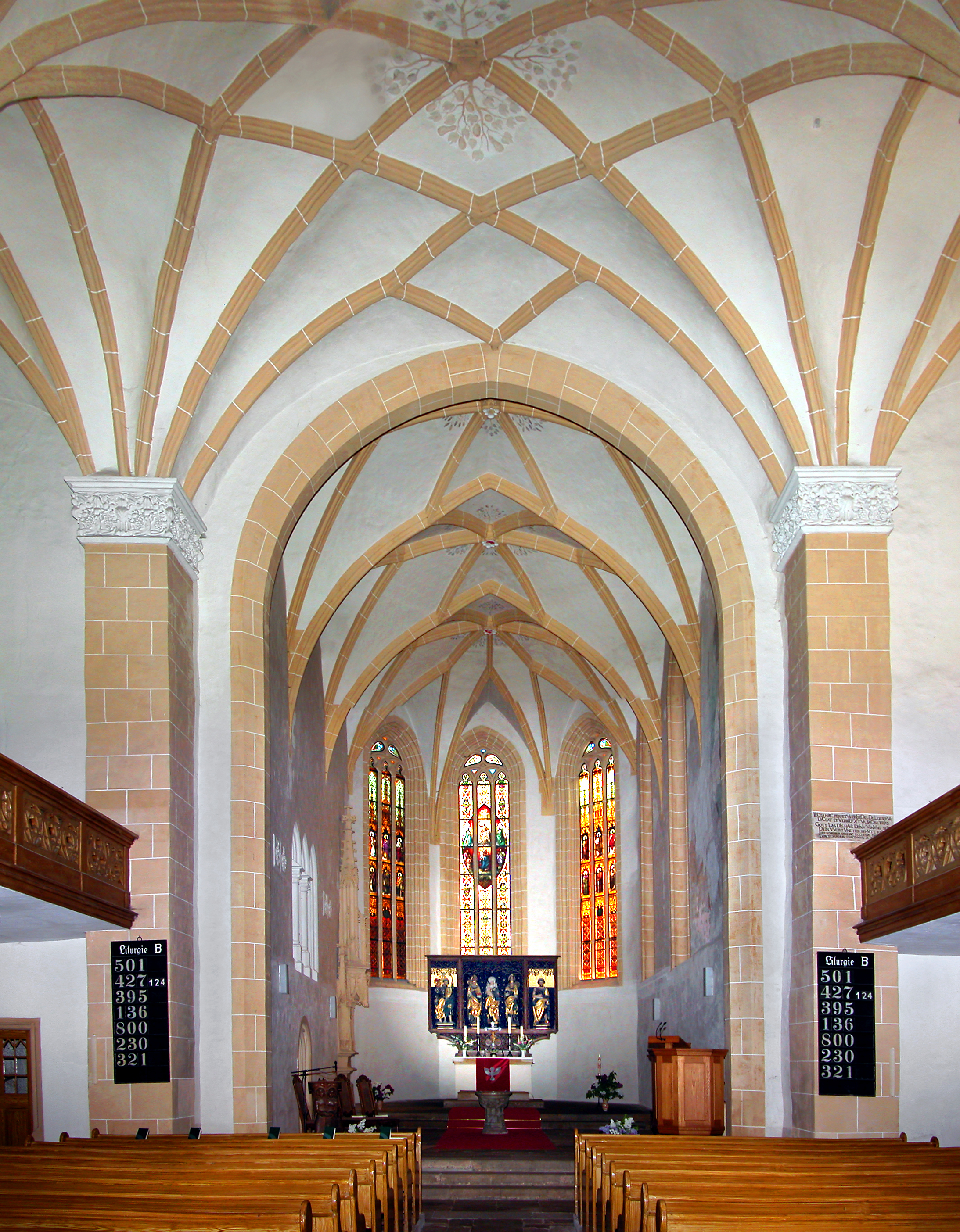
Blick zum Altar

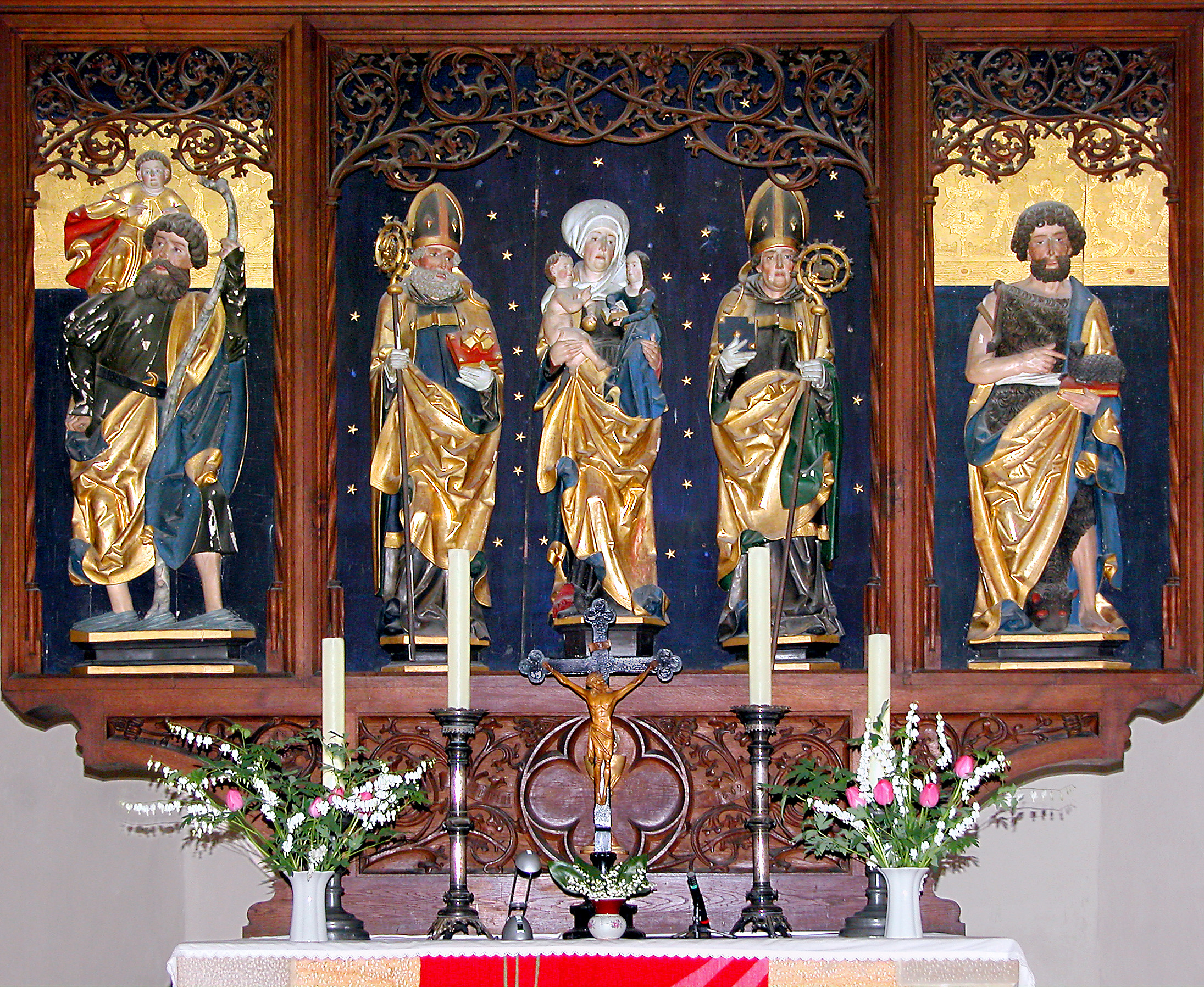
Altarschrein

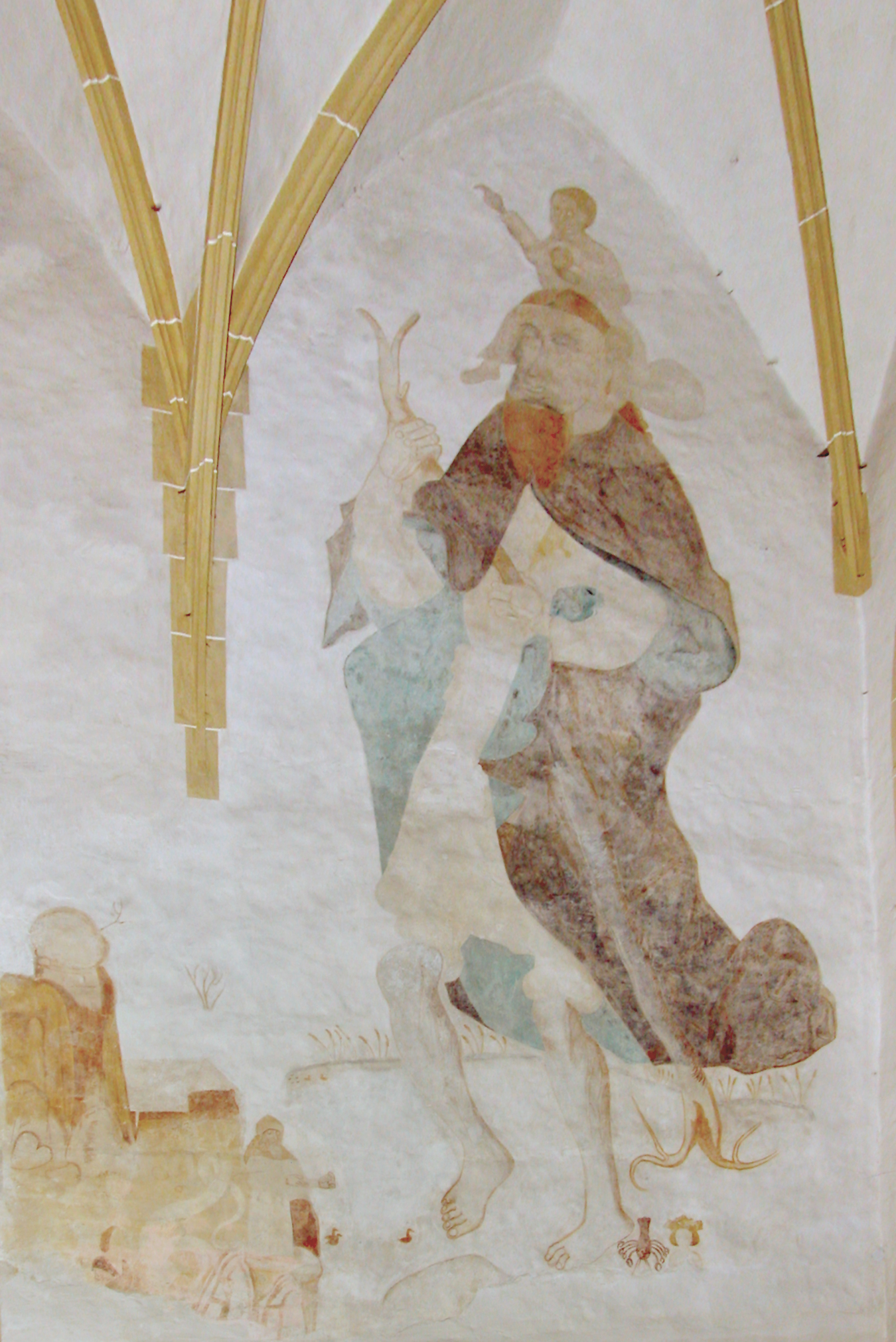
Christophorus-Fresko

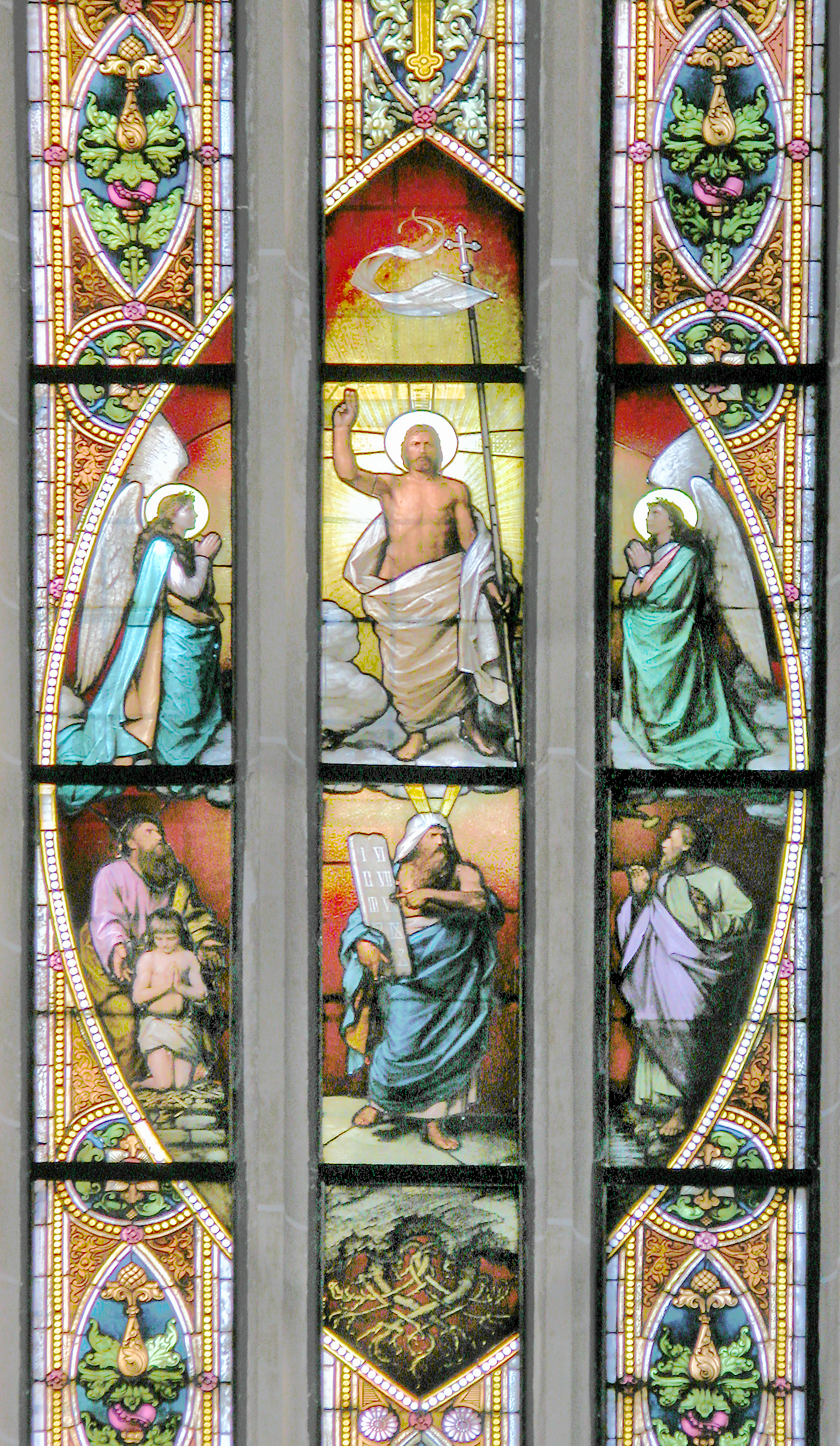
Mosaikfenster, gefertigt 1895 von der Glasmalereiwerkstatt Anemüllers Nachfahren

Die Kirche Unser Lieben Frauen ist ein Kirchengebäude der Evangelisch-Lutherischen Landeskirche Sachsens in der Stadt Dahlen im sächsischen Landkreis Nordsachsen.

## Gestalt und Entwicklung
Die Hallenkirche ist ein verputzter Bruchsteinbau mit langgestrecktem, eingezogenem Chor mit 3/8-Schluss und Strebepfeilern. Die querrechteckige ursprüngliche Doppelturmanlage hat einen Turm, das Obergeschoss ist oktogonal, das Dach ein Pyramidendach. Weitere besondere Merkmale des Sakralbaus sind das Nord-Portal und das West-Portal sowie spitzbogige Maßwerkfenster im Chorbereich.
Die Kirche ist ein unter Einbeziehung des aus dem 13. Jahrhundert stammenden Westbaus der romanischen Vorgängerin im 15. und 16. Jahrhundert errichtetes Gebäude. Der spätgotische Chor entstand nach 1475, das Hallenlanghaus im Stil der Nachgotik wurde 1595 errichtet. 1862 bis 1863 fanden nach Plänen des Baumeisters Heinrich Engst Erneuerungen an der Westfassade und am Turm sowie eine Regotisierung des Innenraums statt. 1963 wurden das Turmdach neu gedeckt und das Turmkreuz erneuert. Als Baustile finden sich Romanik, Gotik und Historismus.

## Innengestaltung
Die dreischiffige Halle hat drei Joche. Das Mittelschiff ist mit Netzgewölbe, die Seitenschiffe und der Chor mit Sterngewölbe sowie die Sakristei mit Zellengewölbe ausgeschmückt. Achteckige Pfeiler tragen die dreiseitige Empore. Im Chorraum stehen Altarschrein, Taufe und Lesepult.
Im Altarschrein von 1863 wurden spätgotische Schnitzfiguren, um 1520 vom Meister des Döbelner Hochaltars geschaffen, aufgestellt.
Die Kirche hat fünf historische, offenbar original erhaltene Mosaikfenster. Die Bleiverglasung der Chorfenster fertigte die Glasmalereiwerkstatt Anemüllers Nachfahren 1895 an.
Eine Besonderheit ist das überdimensionale Fresko an der Südwand des Chores, es stellt Christophorus dar. In der Nordwand des Chores befinden sich im Obergeschoss die Fenster der Patronatsloge des einstigen Ritterguts Dahlen. Die Kirche ist die Ruhestätte des Hanns Herrmann Wostromirsky von Rockittnigk.

## Kirchgemeinde
Die Pfarrer der Kirche Dahlen
- 1549: Walther, Augustin
- 1552: Osterland, Jakob
- 1572: Hofmann, Stephan
- 1573: Kreidel, Ambrosius
- 1577: Becker, Johannes
- 1584: Hesse, Valentin
- 1595: Schreiber, Johann
- 1605: Creutziger, Christoph
- 1616: Arras, Bartholomäus
- 1625: Werbig, Heinrich
- 1634: Selnecker, Georg
- 1638: Haubold, Michael d. J.
- 1641: Fischer, Johann
- 1649: Stützling, Samuel
- 1676: Bürger, Georg Adam
- 1679: Gilbert, Johann Georg
- 1680: Bürger, Michael
- 1695: Vogel, Johann Bernhard
- 1729: Gerlach, Gottfried Ephraim
- 1733: Simon, Johannes David
- 1755: Krahmer, Christian Adolph
- 1759: Flasch, Gottlob Sigismund
- 1769: Kirsch, Johann Gottfried
- 1771: Fritzsche, Friedrich Ernst
- 1777: Fleck, Johann August
- 1779: Meyer, Johann Friedrich
- 1781: Abt, Franz Gotthard
- 1790: Hempel, Johann Friedrich August
- 1797: Ehrlich, Gotthilf Friedrich
- 1807: Schoch, Friedrich August
- 1832: Türk, Gustav Adolph
- 1833: Engler, Johann Friedrich Traugott
- 1845: Leupold, August Friedrich
- 1850: Füllkruß, Hermann
- 1853: Münckner, August
- 1867: Portig, *Gustav Heinrich Ernst
- 1873: Fraustadt, Albert (1846–1928), Diakon (1873) und Pfarrer der Kirche zu Dahlen (1874–1901).[3] Er war Schüler der Fürstenschule Grimma ab 1858 und veröffentlichte das Schüler-Stammbuch der Schule von 1550 bis 1900[4], sein Vater war Emil Albert Fraustadt (1808–1883), Pfarrer der Kirche Luppa und Kirchenhistoriker.
- 1876: Kreyßig, Paul Hermann
- 1883: Stock, Daniel August
- 1885: Zimmermann, Heinrich Oskar
- 1890: Rötscher, August Friedrich Otto
- 1894: Lohmann, Karl August
- 1901: Riedel, Johannes
- 1910: Sebastian, Felix *Georg
- 1958: Mende, Lothar[5]
- 2009: Sehn, Andreas[6]

Seit 2020 gehört Dahlen zur Kirchgemeinde Oschatzer Land im Kirchenbezirk Leisnig-Oschatz der Evangelisch-Lutherischen Landeskirche Sachsens.

## Orgel

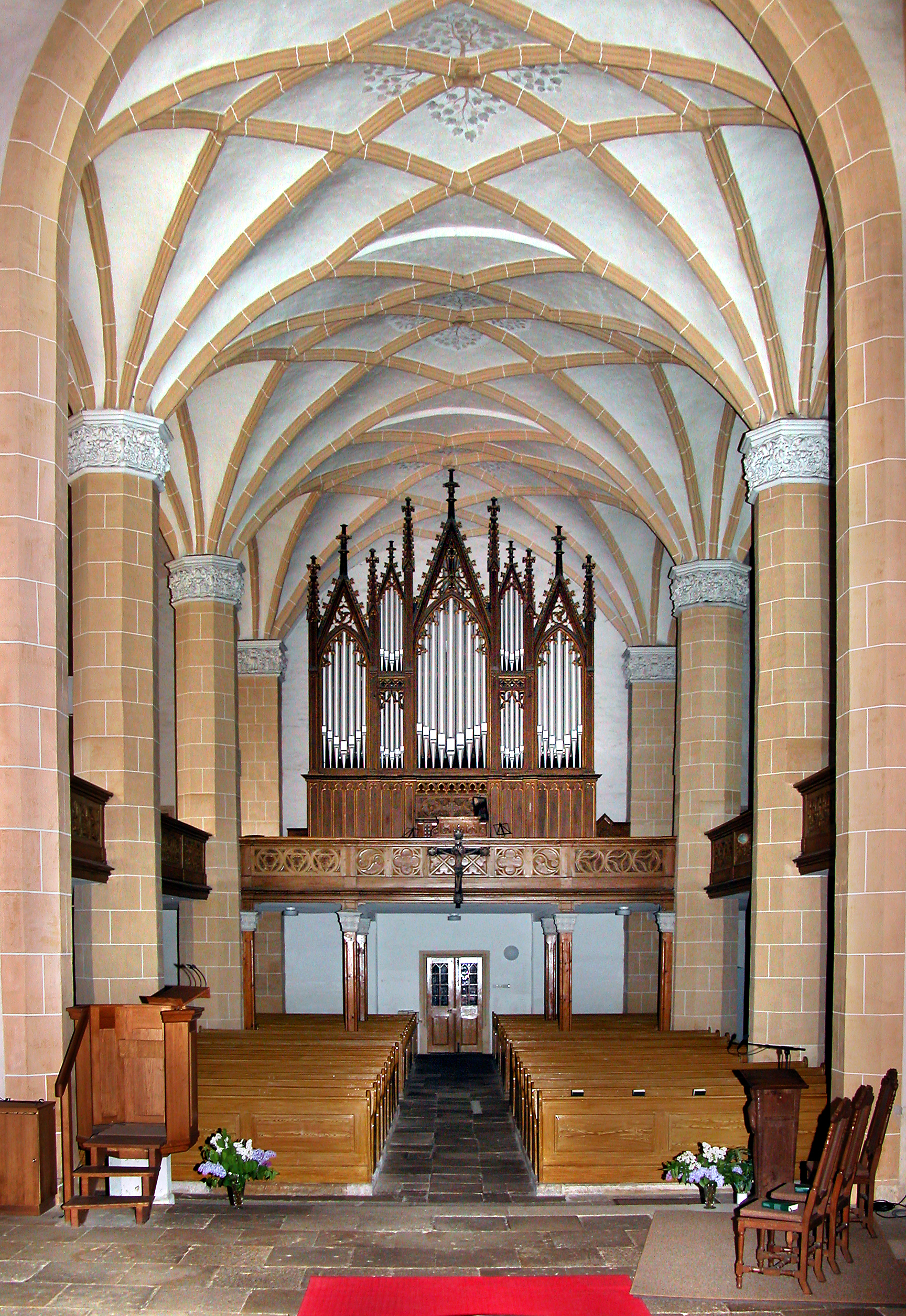
Prospekt der Jehmlich-Orgel von 1866 auf der Empore

Die Orgel schuf Jehmlich Orgelbau Dresden im Jahr 1866 als Opus 45. Sie hat zwei Manuale und Pedal, 29 Register sowie 1868 Orgelpfeifen.
Die Orgel hat eine mechanische Spiel- und Registertraktur mit Schleifladen und folgende Disposition:
| I Hauptwerk C–e3 |                          |             |
|                  | Prinzipal                | 16′         |
|                  | Prinzipal                | 8′          |
|                  | Rohrflöte                | 8′          |
|                  | Gemshorn                 | 8′          |
|                  | Viola di Gamba           | 8′          |
|                  | Oktave                   | 4′          |
|                  | Spitzflöte               | 4′          |
|                  | Quinte                   | 2 ⁄3′       |
|                  | Oktave                   | 2′          |
|                  | Terz                     | 1 3⁄5′      |
|                  | Kornett (Bass)/(Diskant) | 3fach/5fach |
|                  | Mixtur                   | 4fach       |

| II Hinterwerk C–e3 |                 |        |
|                    | Quintatön       | 16′    |
|                    | Geigenprinzipal | 8′     |
|                    | Gedackt         | 8′     |
|                    | Quintatön       | 8′     |
|                    | Oktave          | 4′     |
|                    | Rohrflöte       | 4′     |
|                    | Nasat           | 2 ⁄3′  |
|                    | Oktave          | 2′     |
|                    | Terz            | 1 3⁄5′ |
|                    | Sifflöte        | 1′     |
|                    | Mixtur          | 3fach  |

| Pedal |               |         |
|       | Prinzipalbass | 16′     |
|       | Subbass       | 16′     |
|       | Quintbass     | 10 2⁄3′ |
|       | Oktavbass     | 8′      |
|       | Posaunenbass  | 16′     |
|       | Trompetenbass | 8′      |

- Koppeln und Spielhilfen: Manualkoppeln: II/I, Pedalkoppeln: I/O, Kalkantenklingel, Sperrventil für HW und OW

## Geläut
Das Geläut der Kirche zu Dahlen gehört zu den wenigen alten erhalten gebliebenen und in Sachsen gegossenen Bronze-Kirchenglocken-Ensembles aus der Zeit vor dem Ersten Weltkrieg. Es ist ein klingendes Zeugnis der mehr als 700 Jahre währenden Tradition des Glockengießens in Sachsen. Aufgrund ihres Alters und ihres damit verbundenen historischen Wertes entgingen die Glocken den staatlich angeordneten „Metallspende“-Aktionen während des Ersten und Zweiten Weltkriegs.
Das Geläut besteht aus folgenden drei Glocken: Die große Glocke (Grundton es') stammt aus dem Jahr 1625 von der Glockengießer-Familie Hilliger, ist 142 cm weit und wiegt 1.600 Kilogramm. Die mittlere Glocke (Grundton g') stammt von der Glockengießerfirma G. A. Jauck in Leipzig aus dem Jahr 1862, ist 112 cm weit und wiegt 900 Kilogramm. Die kleine Glocke (Grundton b') stammt ebenfalls von Jauck aus dem Jahr 1862, ist 94 cm weit und wiegt 550 Kilogramm.